# Squire (Auto Sport Importers)
Squire war eine US-amerikanische Automobilmarke, die von 1971 bis 1976 von der Auto Sport Importers, Inc. in Philadelphia (Pennsylvania) gebaut wurde.

## Beschreibung
Der SS 100 war eine Replica des Jaguar SS 100, ein zweisitziger Roadster. Das Fahrgestell hatte einen Radstand von 2654 mm und der ganze Wagen war 3810 mm lang. Die GFK-Karosserie kam von Carozzeria Ramponi in Italien. Angetrieben wurde der Wagen von einem obengesteuerten Sechszylinder-Reihenmotor von Ford, der 4097 cm³ Hubraum hatte und zunächst 165 bhp (121 kW) bei 4500 min−1 leistete. 1973 stieg die Leistung auf  170 bhp (125 kW). Über ein manuelles Vierganggetriebe wurde die Motorleistung an die Hinterräder weitergeleitet.